# بتر (هندسة)
| · المربع المبتور هو مثمن منتظم: t{4} = {8} = | · مكعب مبتور · t{4,3} أو | · شهد مكعبي مبتور · t{4,3,4} أو |

في الهندسة، البَتْر (بالإنجليزية: Truncation) هو عملية تُطبَّق في أي بُعد تُقْطَع فيها رؤوس متعدد الأكناف وتخلق كنفًا جديدًا في مكان كل رأس. ينشأ المصطلح من أسماء كبلر للمجسمات الأرخميدية.

## بتر مُحتَتِن
عمومًا يمكن أيضًا بتر أي متعدد الوجوه (أو متعدد الأكناف) بدرجة من الحرية فيما يتعلق بعمق القطع، كما هو موضح في عملية بتر خاصة بتدوين كونواي.
يوجد نوع خاص من البتر، وعادةً ما يكون ضمنيًّا، هو البتر المحتتن، وهو مؤثر بتر يُطبَّق على متعدد الوجوه المنتظم (أو متعدد الأكناف المنتظم) والذي يُنشئ متعدد السطوح المحتتن الناتج ( متعدد الأكناف المحتتن) بأطوال أحرف متساوية. لا توجد درجات حرية، وهو يمثل شكلًا هندسيًا ثابتًا، تمامًا مثل متعدد الوجوه المنتظم.
عمومًا، جميع متعددات الأكناف المنتظمة الوحيدة الحلقة لها بتر محتتن. على سبيل المثال، ذو الوجوه الاثنا العشري العشروني، والذي يُمثَّل برموز شليفلي r{5,3} أو {\displaystyle {\begin{Bmatrix}5\\3\end{Bmatrix}}}، ومخطط كوكستر-دينكين أو يحتوي على بتر محتتن، وهو ذو الوجوه الاثنا العشري العشروني المبتور، والممثل بـ tr{5,3} أو {\displaystyle t{\begin{Bmatrix}5\\3\end{Bmatrix}}} ،. في مخطط كوكستر-دينكين، يكون تأثير البتر هو إحاطة بحلقة حول جميع العقد المجاورة للعقدة المحاطّة بالحلقة.
يؤدي البتر المحتتن الذي يُجرى على البلاط المثلثي المنتظم {3،6} إلى البلاط المسدسي المنتظم {6،3}.

## بتر المضلعات
المضلع المبتور ذو n ضلع سيكون له 2n ضلعًا (حافة). سيصبح المضلع المنتظم المبتور باتساق مضلعًا منتظمًا آخر: t{n} يساوي {2n}. البتر الكامل (أو التهذيب)، r{3}، هو مضلع منتظم آخر في موضعه الثِّنْوِيّ.
يمكن أيضًا تمثيل المضلع المنتظم باستخدام مخطط كوكستر-دينكين الخاص به،  ، وبتره الموحد ، وبتره الكامل . البيان  يمثل زمرة كوكستر I2 (n)، مع كل عقدة تمثل مرآة، والحافة تمثل الزاوية π/n بين المرآتين، وتُعطى دائرة حول إحدى المرآتين أو كلتيهما لإظهار أيهما نشطة.
| · {3} · |  | · t{3} = {6} · |  | · r{3} = {3} · |

يمكن أيضًا بتر المضلعات النجمية. سيبدو النجم الخماسي المبتور {5/2} مثل المُخمَّس، ولكنه في الواقع مُعشَّر مزدوج الغطاء (مُنحلّ) ({10/2}) ذو مجموعتين من الرؤوس والحواف المتداخلة. يعطي النجم السباعي العظيم المبتور {7/3} نجمًا ذي 14 أَسَلَة {14/3}.